# Lähevere
Lähevere is een plaats in de Estlandse gemeente Järva, provincie Järvamaa. De plaats heeft de status van dorp (Estisch: küla) en had in 2011 nog 6 inwoners. De volkstelling van 2021 geeft voor Lähevere geen resultaat.
Tot in oktober 2017 behoorde Lähevere tot de gemeente Koigi. In die maand ging Koigi op in de fusiegemeente Järva.